# Pinnixa gracilipes
Pinnixa gracilipes is een krabbensoort uit de familie van de Pinnotheridae. De wetenschappelijke naam van de soort is voor het eerst geldig gepubliceerd in 1997 door Coelho.